# 衛生福利部胸腔病院
22°58′31″N 120°14′31″E / 22.975208°N 120.241851°E
衛生福利部胸腔病院（英語：Chest Hospital, Ministry of Health and Welfare），是位於臺灣臺南市仁德區（院本部）及東區（門診部）的一所地區醫院，設有內科、胸腔病科、感染科、家庭醫學科，也是衛生福利部核定的結核病教學示範暨後送中心。此醫院源自台灣日治時期設立的「臺南州立結核療養所」（又稱清風莊），在戰後陸續作為臺南結核病防治院、臺南慢性病防治局，曾是臺灣重要的結核病防治單位。

## 歷史
- 1938年，台灣日治時期實施《結核病預防法》，由於當時結核病無藥可治，多採消極的療養所施，將病患安置在郊區療養所[2]，台灣各地陸續規劃設有台灣總督府直屬的松山療養所、臺北州立結核療養所（又稱清風園，戰後由軍方借駐[3]）、臺南州立結核療養所（又稱清風莊）、大湖結核療養所（新竹州警察後援會設立[4]）。
- 1939年，臺南州廳向總督府申請設立結核病療養所，預算23萬圓（國庫補助11.5萬），地點位於臺南州新豐郡仁德庄崁腳（今址）。[5]
- 1942年，臺南州立結核療養所（又稱清風莊）完工啟用[6]。
- 1946年，二戰後改為「臺南縣立結核療養所」。
- 1952年5月，再改為「臺灣省立臺南結核病防治院」[7]。
- 1953年7月，在台南市大同路成立門診部，而仁德院區僅供住院[8]。
- 1967年，臺灣省政府衛生處將台北、台中、嘉義、台南結核病防治院整合為「臺灣省防癆局」，在臺北市設置局本部及臺中、嘉義、臺南結核病防治院[1]。
- 1989年，再隨臺灣省防癆局改制為「臺灣慢性病防治局」而更名為「臺南慢性病防治院」。
- 1999年7月，慢性病防治局因應台灣精省，改隸屬更名為「行政院衛生署慢性病防治局」。
- 2001年7月，結核病防治業務改由行政院衛生署疾病管制局負責。
- 2002年2月，慢性病防治局改制更名為「行政院衛生署胸腔病院」，下設行政院衛生署胸腔病院臺南分院，台中及嘉義防治局裁撤。7月，胸腔病院臺北總院裁併入臺南分院，臺南分院再更名為「行政院衛生署胸腔病院」[1][9]。
- 2013年7月23日，隨衛生署升格為「衛生福利部」而更名為「衛生福利部胸腔病院」。
- 2017年8月，胸腔病院仁德院區設立門診部[10]。
- 2022年，配合中央政策設立長照機構，在新市區設立日間照護中心-清風山莊、以照顧失智、失能及重症者，規模200床[11]。

## 其他
在衛生福利部胸腔病院附近的「清風莊遺址」是以醫院舊稱清風莊命名，其文化層包含了新石器時代的牛稠子文化、大湖文化。

## 外部連結
- 衛福部胸腔病院 （页面存档备份，存于）